# Instituto Nacional de Ordenamento do Território e Desenvolvimento Urbano
O Instituto Nacional de Ordenamento do Território e Desenvolvimento Urbano de Angola (INOTU) é uma instituição vocacionada ao planejamento regional e urbano, sendo parte integrante da administração indirecta do Estado angolano.
O INOTU tem sua sede em Luanda, mantendo, ainda, representações locais nas capitais provinciais.

## História
O INOTU foi fundado a 24 de agosto de 1976. Porém, a actividade de planejamento somente teve seu início efetivo dentro da estrutura orgânica do Ministério da Construção e Habitação, onde foi criada a Direcção Nacional de Planificação Física (DNPF), através do Decreto Nº 52/77 de 14 de julho de 1977. Pelo Decreto Nº 09/81, de março de 1981, a DNPF passou para a alçada do Ministério do Plano.
Através do Decreto 8/82, de 8 de fevereiro de 1982, a DNPF foi reformulada como Instituto Nacional de Planificação Física (INPF). Já o Decreto-Lei Nº 06/95, de 22 de setembro de 1995, mudou o nome do INPF, que passou a ser chamado de Instituto Nacional de Ordenamento do Território (INOT).